# Abbasites
Abbasites (лат.) — род вымерших головоногих моллюсков из семейства Erycitidae подкласса аммонитов, живших в начале средней юры (ааленский ярус).

## Описание
Abbasites был маленьким субглобулярным аммонитом с оребрением.
Вид занимал экологическую нишу быстро плавающих нектонных хищников.

## Систематика
Типовой вид Abbasites abbas описан Сиднеем С. Бакманом в 1921 году. Был включен в семейство Otoitidae надсемейства Stephanoceratoidea по данным Вестерманна (1965) и Имлея (1984), хотя ранее размещен в семействе Hammatoceratidae надсемейства Hildoceratoidea по Аркеллу и соавторам (1957). В настоящее время рассматривается в качестве полноправного рода подсемейства Erycitinae семейства Erycitidae или Hammatoceratidae.
Род Erycites считается возможным предком Abbasites. Некоторые палеонтологи предполагают, что Erycites мог быть подродом Abbasites. Семейство Otoitidae могло произойти от Abbasites.

### Виды
- Abbasites abbas [syn. Ambersites  abba Buckman, 1921typus] — обитал на территории современной Южной Испании.
- Abbasites platystomus — обитал на территории современной Аляски.
- Abbasites sparsicostatus — (описан Ральфом Имлеем).

Сомнительные и исключённые виды
- Abbasites cestiferus — голотип слишком мал, чтобы иметь уверенность в его классификации.
- Abbasites challinori[10] первоначально считалось, что вид близко родственен Abbasites abbas, но последующее исследование показало, что вид относится к роду Opuatia[10].